# 나탈리야 아린바사로바
나탈리야 우테블레브나 아린바사로바(러시아어: Ната́лия Уте́влевна Аринбаса́рова, 1946년 9월 24일 ~ )는 러시아의 배우이다. 1966년 베니스 영화제에서 영화 《첫번째 선생》으로 볼피컵 여우주연상을 수상했다.

## 출연 작품
- 심약한 가슴 (1994)
- 인터 걸 2 (1990)
- 자밀라 (1969)
- 첫번째 선생 (1965)